# 37 Ophiuchi
37 Ophiuchi är en misstänkt variabel (VAR) i stjärnbilden Ormbäraren.
37 Ophiuchi harvisuell magnitud +5,32 och varierar i amplitud med 0,016 magnituder och 0,08668 dygn eller 2,080 timmar i period. Den befinner sig på ett avstånd av ungefär 1090 ljusår.